# Trawl
 For alternative betydninger, se Trawl (flertydig). (Se også artikler, som begynder med Trawl)
Et trawl er et stort vod, der slæbes gennem vandet. I moderne tid slæbes de af såkaldte trawlere - et fiskefartøj med relativt stor maskinkraft.
- gammeldags trawl
- Trawl til slæb fra båd
- Moderne trawl slæbt af en Trawler